# 西藏岩蜥
西藏岩蜥（学名：Laudakia papenfussi）为鬣蜥科岩蜥属的爬行动物，是中国的特有物种。分布于西藏等地，其标本采集自河谷山岩石堆上以及海拔3300m。该物种的模式产地在西藏扎达。

## 保护
本种于2023年被收录入《有重要生态、科学、社会价值的陆生野生动物名录》。